# Amerika
 For alternative betydninger, se Amerika (flertydig). (Se også artikler, som begynder med Amerika)
Amerika er den samlede landmasse indeholdende Nordamerika (inklusive Mellemamerika) og Sydamerika og dækker 8,3% af jordens totale areal (28.4% af dens landareal) og ca. 14% af jordens befolkning.
Betegnelsen Amerika med tilhørende adjektiv amerikansk bruges dog også ofte som en kort betegnelse for Amerikas Forenede Stater (USA).
De oprindelige befolkninger i Amerika kaldes normalt indianere, et navn der opstod, fordi Christoffer Columbus fejlagtigt troede, han havde fundet søvejen til Indien.

## Historie
Før den europæiske opdagelse (og efterfølgende kolonisering) af Amerika, levede der flere oprindelige folkeslag i Amerika, deriblandt aztekerriget (1248 – 1521), inkariget (1197 — 1572) og mayaerne i Sydamerika, og flere indianerstammer deriblandt sioux, apache og cherokee i Nordamerika.
Amerika blev opdaget af Leif den Lykkelige eller Bjarke Herlufsøn ca. 985-986, ved et tilfælde. Han navngav de fire forskelige dele Markland fordi det var skovbevokset, Vinland fordi det var fuld af vinranker[kilde mangler] som Frankrig (det ligger på samme breddegrader), Bjørneø, fordi den var fuld af isbjørne, Helluland fordi det var fuld af sten. Helluland havde indlandsis, det kunne han se på dens genskær på himlen. 
Leif den Lykkelige købte Bjarkes skib ca. år 1000, ud fra den plan, at man kunne overvintre i Markland og fælde træer hele vinteren og så sejle hjem med træet om foråret.
I 1492 genopdagede Christoffer Columbus så Amerika, da han forsøgte af finde en søvej til Indien vestover.

## Etymologi
Den tyske kartograf Martin Waldseemüller (1470-1521) anvender ordet Amerika for første gang i 1507. Han læser noget korrespondance fra Amerigo Vespucci (1451-1512), hvor sidstnævnte som den første fastslår at det er et nyt kontinent og ikke Asien. Andre navne for Amerika var Vestindien, Terra Incognita (Ukendt land) og Mundo Nuevo (den nye verden).